# Балка Тернівка (притока Інгулу)
Балка Тернівка — балка (річка) в Україні у Новоодеському й Вітовському районах Миколаївської області. Права притока річки Інгулу (басейн Південного Бугу).

## Опис
Довжина балки приблизно 41,50 км, найкоротша відстань між витоком і гирлом — 36,16 км, коефіцієнт звивистості річки — 1,15. Формується декількома балками та загатами. На деяких ділянках балка пересихає.

## Розташування
Бере початок на східній стороні від села Червоноволодимирівка. Тече переважно на південний захід через села Островське, Воронцівку, Новоматвіївське, Капустине і у Північному районі міста Миколаїва впадає в річку Інгул, ліву притоку річки Південного Бугу.

## Цікаві факти
- Біля села Капустине балку перетинає автошлях Н14[3] (автомобільний шлях національного значення України. Проходить територією Кіровоградської та Миколаївської областей.).
- На балці існують газгольдери та газові свердловини[2].